# Borut Belec
Borut Belec, slovenski geograf, * 13. januar 1931, Maribor, † 16. januar 2022, Maribor

## Življenje in delo
Sicer v Mariboru rojeni Belec je leta svoje mladosti preživel v Ljutomeru in kasneje končal klasično gimnazijo v Mariboru. Leta 1955 je diplomiral na Prirodoslovno-matematično-filozofski fakulteti v Ljubljani in prav tam tudi doktoriral. Zaposlil se je na mariborski klasični gimnaziji ter v tamkajšnjem Pokrajinskem muzeju. Raziskoval je geografska vprašanja Prlekije in širše Subpanonske Slovenije ter 1965 uspešno zagovarjal doktorat z naslovom »Agrarna geografija Ljutomersko-ormoških goric«. Je strokovnjak za geografijo podeželja, eden izmed snovalcev Oddelka za geografijo na Pedagoški fakulteti v Mariboru ter pisec strokovnih del. Strokovno se je izpoplnjeval na geografskih inštitutih v Münchnu, Frankfurtu, Bratislavi in Varšavi. Znanstveno se je največ ukvaral agrarnogeografskimi vprašanji, zlasti s tipologijo kmetijskih pridelkov v Sloveniji in socialnogeografskimi vprašanji vinogradnih predelov v Slovenskih goricah. O tem je pisal v slovenskem, jugoslovanskem in tujem geografskem tisku ter podal referate na mnogih kongresih in simpozijih doma in v tujini (Moskva, Tokio, Pariz, Verona, Szeged, Barcelona). Njegova socialnogeografska proučevanja  vinorodnih predelov in tipologije podeželjskega prostora so pomemben metodološki prispevek k agrarni geografiji. Univerza v Mariboru je Borutu Belcu leta 2000 podelila naslov zaslužnega profesorja.